# Allee 3 (Detmold)
Das spätklassizistische Wohnhaus in der Allee ist ein denkmalgeschützter Profanbau in Detmold im Kreis Lippe (Nordrhein-Westfalen).

## Geschichte und Architektur
Das Grundstück wurde im November 1820 vom fürstlichen Rat Antze, dem auch schon das Haus Allee 1 gehörte, erworben. Ursprünglich wollte er hier eine Scheune errichten, verpflichtete sich dann aber, ein Wohnhaus erstellen zu lassen, das baulich zum Haus Nr. 1 wie auch zur gegenüberliegenden Neustadt passt.
Bei dem Haus handelt es sich um einen verputzten, zweigeschossigen Traufenbau mit Krüppelwalmdach. Der Keilstein über der Eingangstür trägt die Inschrift „AA 1821“, zur Straße führt eine einläufige Freitreppe.
Bei einer Sanierung in den Jahren 1977/78 wurde das Gebäude bis auf den Keller und die Front im Erdgeschoss komplett abgetragen und anschließend neu aufgebaut. Aufgrund der dabei erfolgten Veränderung des Innenaufbaus beschränkt sich der Denkmalschutz auf Fassade inklusive Dach.